# Каармісе-Ярв
Каармісе-Ярв (ест. Kaarmise järv; інші назви — ест. Karmise järv) — озеро в Естонії, що розташоване на острові Сааремаа, у волості Каарма.